# Farmácia (estabelecimento)

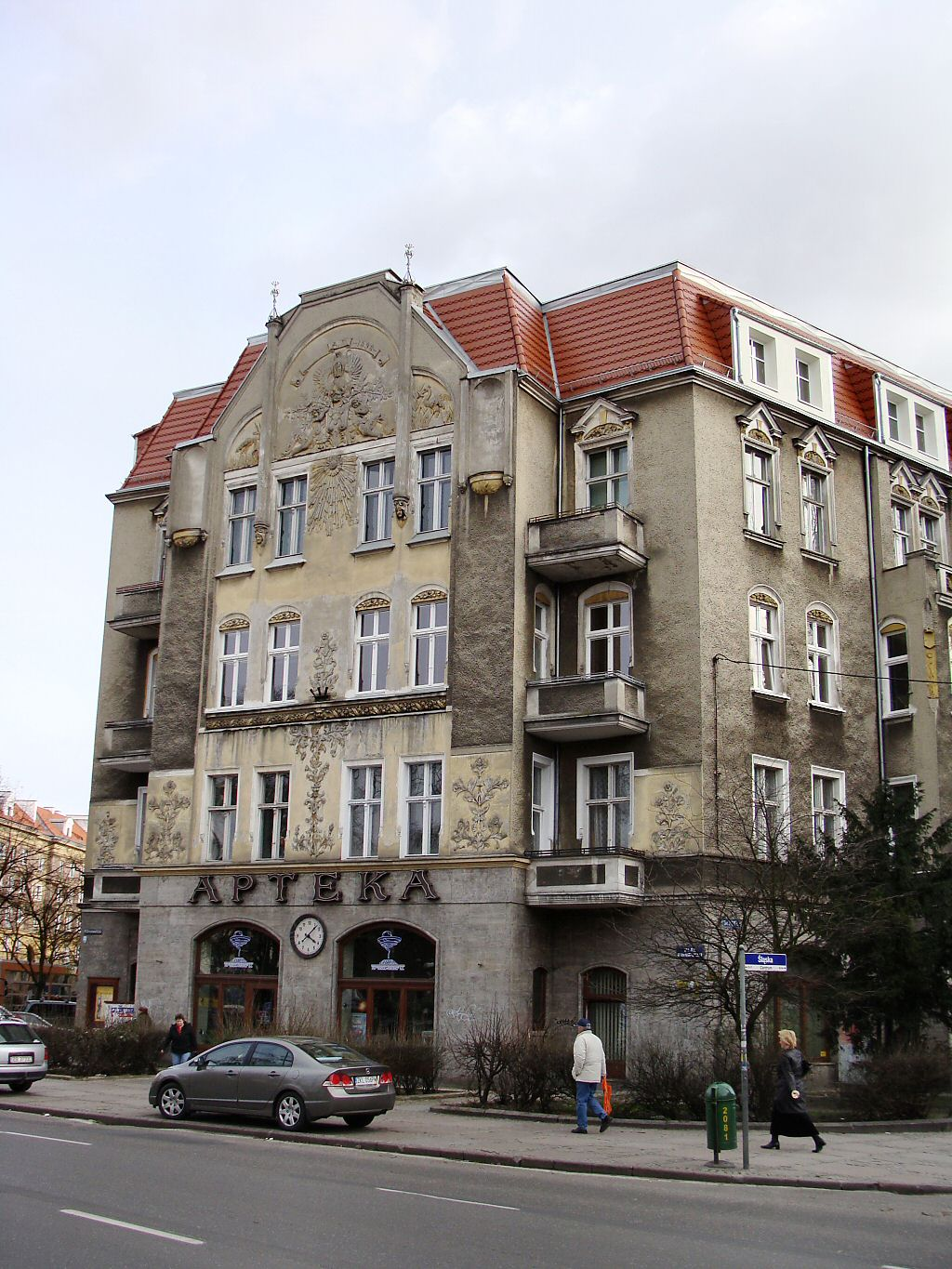
Uma das farmácias - em polaco 'apteka' - no centro de Estetino, Polónia

Farmácia é o local onde se podem adquirir drogas, medicamentos, insumos farmacêuticos e correlatos (outros materiais necessários para cuidar da saúde) e também podem ser manipuladas fórmulas magistrais e oficinais, mediante prescrição médica ou constantes na farmacopeia. O termo drogaria, comumente utilizado como sinônimo de farmácia, corresponde ao estabelecimento que comercializa e dispensa drogas, medicamentos, insumos farmacêuticos e correlatos em suas embalagens originais, porém não executa atividades de manipulação.

## Em Portugal
Em 2016 existem em Portugal 2772 farmácias para uma média de 3743 pessoas por cada. Lisboa tem 267, o Porto 110, Sintra 67, Coimbra tem 49.